# Thérèse Dispan de Floran
Thérèse Dispan de Floran (née Thérèse Bermont vers 1857 et décédée le 7 mai 1933 à L'Haÿ-les-Roses) est une militante pacifiste, militante de la Ligue de droits de l'homme (LDH), mutualiste, elle s’engage en politique auprès des communistes puis des socialistes.

## Biographie
Thérèse Bermont est née vers 1857. Son père, Louis Henri  Bermont est Président de chambre à la cour de Toulouse
Elle épouse Louis Dispan de Floran (1869-1922). Avec leurs trois enfants : Henri (1885-1918), Madeleine et Suzanne (1900-2000), ils habitent au 36 bis, avenue Larroumès à L’Haÿ-les-Roses
Elle mène très tôt une action pacifiste et participe à un groupe d'étude dirigé par Jean Longuet, sur la responsabilité des événements de 1914-1918. La mort au front à Audignicourt, de son fils, Henry, en 1918, renforce ses convictions pacifistes.
Elle prend parti pour l'aile gauche de la Section française de l'Internationale ouvrière, puis rejoint le Parti communiste après le Congrès de Tours en 1921 (ou 1923, selon sa fille Suzanne Dispan de Floran) mais le quitte rapidement pour se consacrer aux actions de solidarité sociale. Elle s’occupe des soins et des secours aux mères travailleuses et œuvre à l’Haÿ-les-Roses au sein de la Mutualité maternelle qu’elle préside, de la Caisse des écoles et du Comité de secours aux enfants.
Elle crée le premier dispensaire de L’Haÿ-les-Roses.
Après le décès de son mari en 1922, Thérèse Dispan de Floran préside la section locale de  L’Haÿ-les-Roses de la Ligue des droits de l'homme qu'il avait créée. Elle se présente, à quatre reprises, de 1930 à 1933, au comité central de la Ligue des droits de l'homme, sans être élue.
Elle prend aussi la direction des Petits Bonshommes, journal pour enfants, d'inspiration socialiste, dans lequel elle tente de favoriser la réconciliation entre les peuples en développant une correspondance internationale entre enfants français et allemands.
Elle meurt à 76 ans, le 7 mai 1933, peu de temps après avoir signé dans le journal La Défense (organe du Secours Rouge), l’appel des intellectuels protestant contre la terreur hitlérienne.
Elle est inhumée au cimetière de L'Haÿ-les-Roses.

## Postérité
Suzanne Dispan de Floran, la fille de Thérèse et Louis, confie leurs archives  au Centre d'histoire de Sciences-Po à la Fondation nationale des sciences politiques,.
Une rue de L’Haÿ-les-Roses porte le nom de Louis Dispan de Floran depuis environ 1924 et un dispensaire celui de Thérèse Dispan de Floran.

## Publication
- avec Roberte Baert (ill.), Jack le simple, Conte populaire anglais, La Farandole, 1979  (ISBN 9782704701759)

Traduction
- Charles Greene Cumston, Histoire de la médecine : du temps des pharaons au XVIIIe siècle, La Renaissance du livre, 1931